# Nimit
Nimit je silikatni mineral iz kloritne skupine s kemijsko formulo (Ni,Mg,Fe2+)5Al(AlSi3)O10(OH)8, ki kristalizira v monoklinskem kristalnem sistemu. Pojavlja se na nikljevem-železovem serpentinitu, verjetno kot kontaktni depozit, na stikih s kvarcitom in v ultramafičnih intruzivih. Izgleda, da je nastal pri temperature približno 730 °C in tlaku pod 2 kbar med termičnim metamorfizmom morda z nikljem bogatega meteorita.
Spremljajoči minerali so viljemzeit  (konarit), nikljev lojevec, fero trevorit, bonakordit, violarit, milerit, rivezit in getit.

## Ime
Njegovo ime je sestavljeno iz začetnih črk Južnoafriškega Metalurškega inštituta (angleško: National Institute of Metallurgy of South Africa).

## Nahajališča
Nahajališča nimita so v Siberiji (Zahodna Avstralija), Chomutovu (Češka republika), Gornji Lužici (Nemčija), Spodnj Šleziji (Poljska). pogorju Almas (Romunija), na Uralu (Ruska federacija), v provinci Mpumalanga ( Republika Južna Afrika) in Alabami, Kaliforniji, Marylandu, Novi Mehiki in Severni Karolini (ZDA).
V Sloveniji so mnerale iz kloritne skupine našli v dolini Bistrice pri Slovenski Bistrici.